# Costa Allegra
Costa Allegra è stata una nave da crociera della compagnia genovese Costa Crociere.

## Storia
Fu costruita nel 1969 come portacontainer con il nome Annie Johnson, gemella della Axel Johnson, poi ribattezzata Costa Marina. Nel 1992 era stata acquistata da Costa Crociere che l'aveva praticamente ricostruita e trasformata in nave da crociera presso i cantieri Mariotti di Genova, ribattezzandola Costa Allegra. Nel dettaglio, nel corso di un intervento durato due anni la nave era stata divisa in due e vi era stato aggiunto un blocco lungo 13 metri e mezzo, largo 25 e dal peso di 800 tonnellate. È stata sottoposta a ulteriori lavori di restauro nel 2001.
Dal 27 febbraio 2012 era fuori servizio in seguito all'incendio scoppiato a bordo che aveva lasciato l'imbarcazione senza propulsione. Dopo aver effettuato le riparazioni necessarie a consentire la navigazione, la nave era rientrata con i propri mezzi nel porto di Savona il 25 marzo 2012. Spostata a Genova a fine luglio, il mese successivo era stata venduta per la demolizione e rinominata Santa Cruise. Nei primi giorni di novembre è stata demolita.

## Caratteristiche
La nave era composta da 11 ponti di cui nove riservati ai passeggeri. Sette ponti erano dedicati ai pittori impressionisti: 
- Ponte 2: Van Gogh
- Ponte 3: Gauguin
- Ponte 4: Lautrec
- Ponte 5: Modigliani
- Ponte 6: Degas

- Ponte 7: Rousseau
- Ponte 8: Manet
- Ponte 9: Solarium
- Ponte 10: Tuga

Costa Allegra poteva ospitare 1 000 passeggeri e disponeva di 399 cabine di cui 13 suite (10 con balcone), tre ristoranti, sei bar, due piscine, due vasche idromassaggio, un percorso jogging esterno lungo 215 metri, un centro benessere con palestra e sauna, un teatro con circa 360 posti, un casinò, una discoteca, un internet point, una biblioteca ed un centro commerciale.

## Incidenti

### 2012
Il 27 febbraio 2012, intorno alle ore 10:39 (ora italiana), scoppiò un incendio in sala macchine che lasciò la nave in stato di black out tecnico (ovvero con soltanto i sistemi elettrici di emergenza e di comunicazione funzionanti) mentre, dopo essere partita dal Madagascar, viaggiava sulla rotta per Victoria, capitale delle Seychelles.
La nave si trovò alla deriva nell'oceano Indiano, a circa 200 miglia al largo della costa delle Isole Alphonse, con mare 4 e raffiche di vento a 25 nodi. A bordo erano presenti 636 passeggeri di varie nazionalità e 413 membri di equipaggio. Secondo le comunicazioni effettuate non vi sarebbero stati feriti. Durante la giornata un elicottero sorvolò la nave verificandone la stabilità e l'assenza di problemi di galleggiamento.
Il 28 febbraio 2012, il peschereccio d'altura francese Trevignon raggiunse Costa Allegra per portare strumenti di comunicazione e assistenza. Il peschereccio prese successivamente a rimorchio la nave da crociera per trainarla verso l'isola di Mahè come stabilito dalle Regole di York e di Anversa che regolano il soccorso marittimo in acque internazionali. La mattina del 1º marzo 2012 la nave giunse alle Seychelles, dove, 378 passeggeri su 627, accettarono la proposta della compagnia di continuare la vacanza in villaggi sull'isola, mentre i restanti decisero di rientrare nelle proprie case tramite aerei pagati dalla compagnia. Per tutti i passeggeri Costa Crociere dispose il rimborso del biglietto della crociera, delle spese di viaggio e di quelle eventuali sostenute a bordo della nave, oltre a un indennizzo pari a tutte queste spese. Per i passeggeri che non proseguirono la vacanza alle Seychelles fu consegnato, inoltre, un buono acquisto per una crociera su qualsiasi nave della compagnia da effettuarsi nei successivi 24 mesi.

## Navi gemelle
- Costa Marina